# Farní sbor Českobratrské církve evangelické v Ratiboři
Farní sbor Českobratrské církve evangelické v Ratiboři je sborem Českobratrské církve evangelické v Ratiboři. Sbor spadá pod Východomoravský seniorát.
Farářkou sboru je Wiera Jelinek, kurátorkou sboru Růžena Hříbková.

## Faráři sboru
- Štěpán Nicolaides (1782)
- Samuel Púchovský (1782–1785)
- Jan Lány st. (1785–1824)
- Jan Lány ml. (1824–1878)

...
- Jan Široký (1980–1990)
- Miroslav Hamari (1993–1999)
- Pavla Hudcová (2003–2009)
- Otakar Mikoláš (2009–2010)
- J. Wiera Jelinek (2010–)